# Magnolia yoroconte
Magnolia yoroconte là một loài thực vật có hoa trong họ Magnoliaceae. Loài này được Dandy mô tả khoa học đầu tiên năm 1930.